# Светлый Яр
Светлый Яр — рабочий посёлок в Волгоградской области Российской Федерации. Административный центр Светлоярского района и Светлоярского городского поселения .

## География
Посёлок расположен в степи в пределах Сарпинской низменности, являющейся северо-западной частью Прикаспийской низменности, на высоком, горном берегу Волги. Средняя высота над уровнем моря — 18 метров. В окрестностях распространены солонцы (автоморфные) и каштановые и бурые солонцеватые и солончаковые почвы.

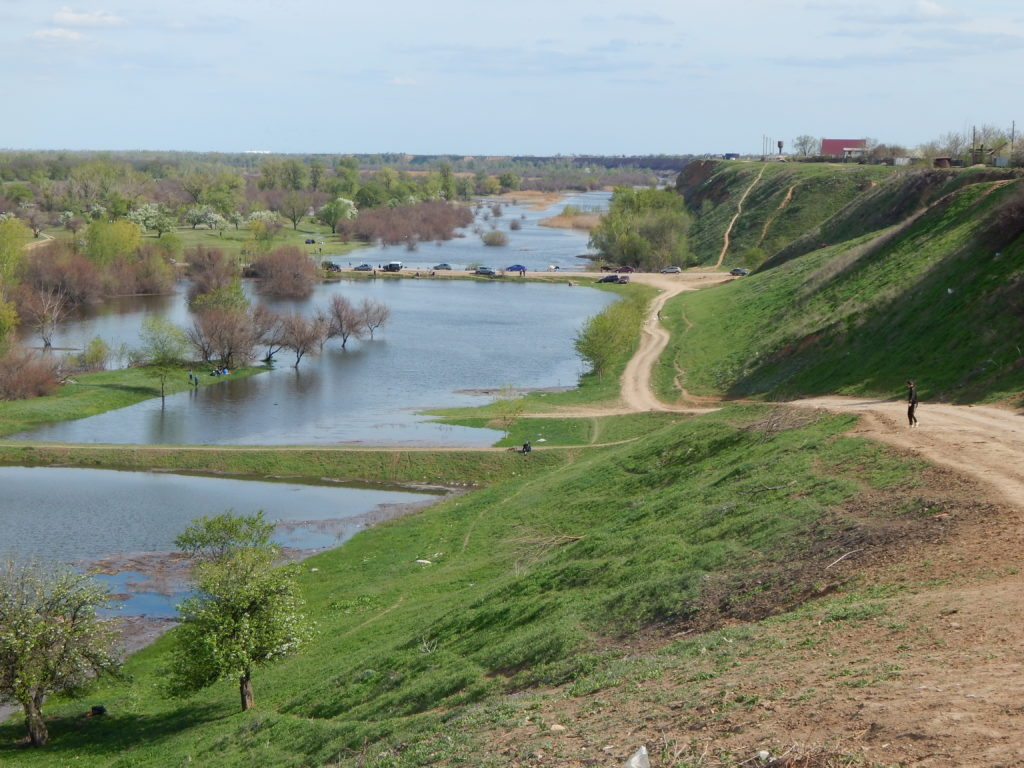
Разлив р.Волга в Светлом Яре
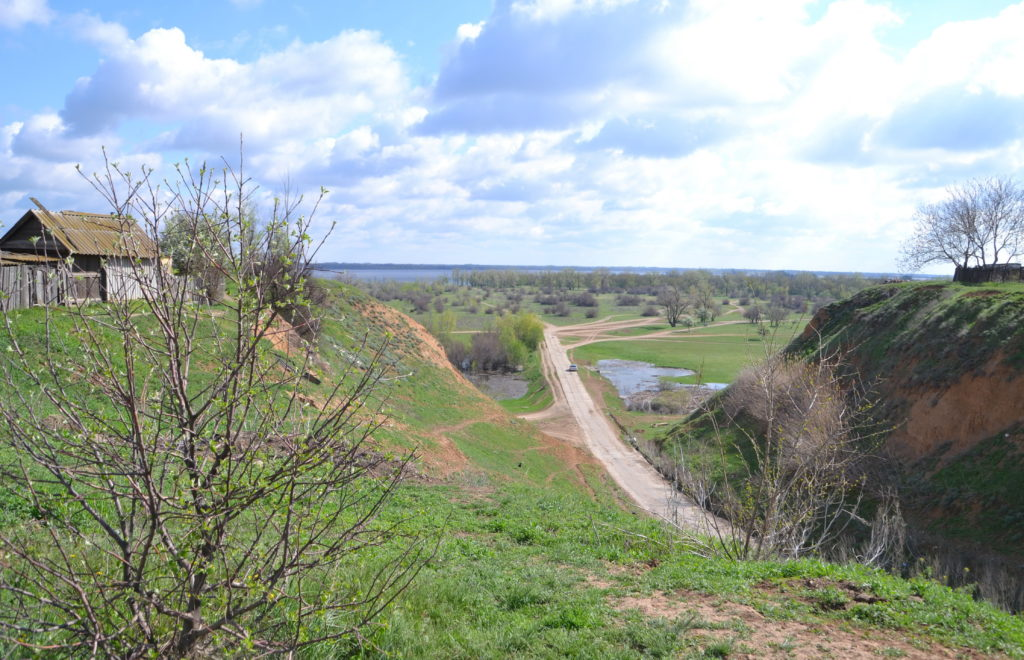
Горный берег, Светлый Яр

Климат
Климат континентальный, засушливый, с жарким летом и относительно холодной и малоснежной зимой (согласно классификации климатов Кёппена — Dfa). Среднегодовая температура воздуха положительная и составляет + 8,6 °C. Средняя температура самого холодного января −7,3 °С, самого жаркого месяца июля +24,5 °С. Многолетняя норма осадков — 356 мм. В течение года количество осадков распределено относительно равномерно: наименьшее количество осадков выпадает в апреле (норма осадков — 23 мм), наибольшее количество — в июне (38 мм).
| Показатель                    | Янв.  | Фев.  | Март | Апр. | Май  | Июнь | Июль | Авг. | Сен. | Окт. | Нояб. | Дек. | Год  |
| ----------------------------- | ----- | ----- | ---- | ---- | ---- | ---- | ---- | ---- | ---- | ---- | ----- | ---- | ---- |
| Средний суточный максимум, °C | −4    | −3,7  | 2,1  | 15,2 | 23,5 | 28,3 | 30,7 | 29,4 | 22,2 | 13,1 | 3,9   | −1,1 | 13,3 |
| Средняя температура, °C       | −7,3  | −7,3  | −1,6 | 9,8  | 17,4 | 22,1 | 24,5 | 23,2 | 16,4 | 8,6  | 0,9   | −3,8 | 8,6  |
| Средний суточный минимум, °C  | −10,5 | −10,8 | −5,3 | 4,4  | 11,3 | 16,0 | 18,4 | 17,1 | 10,7 | 4,1  | −2,1  | −6,5 | 5,0  |
| Норма осадков, мм             | 32    | 27    | 24   | 23   | 37   | 38   | 35   | 33   | 27   | 22   | 35    | 37   | 370  |
| Источник: КЛИМАТ: Светлый Яр  |       |       |      |      |      |      |      |      |      |      |       |      |      |

Часовой пояс
Светлый Яр, как и вся Волгоградская область, находится в часовой зоне МСК (московское время). Смещение применяемого времени относительно UTC составляет +3:00. Истинный полдень — 11:44:36.

## История
Задолго до основания села на его месте существовал казачий сторожевой форпост — Татьянинский (обозначен на картах за 1737—1765 годы). В начале XVIII века на огромных пространствах по берегам Волги не было постоянных поселений кроме города Чёрного Яра. Точная дата основания форпоста на Татьянинском острове не установлена (в XIX веке Татьянинская протока пересохла). Самые ранние сведения о нём обнаружены в документах Астраханской губернской канцелярии за 1726 год. В 1731 году на каждой почтовой станции было несколько «хоромных строений» и хозяйственных построек, имелось по 12 почтовых лошадей. Содержанием форпостов, перевозкой и конвоированием почты занимались сначала донские казаки, а с 1733 года казаки Волжского казачьего войска. После перевода казаков Волжского казачьего войска на Терек в 1776 году, на почтовых станциях от Черного Яра до Царицына они были заменены донскими казаками.
Село Светлый Яр основано в 1785 году на тракте из Царицына в Чёрный Яр по инициативе генерал-губернатора князя П. С. Потёмкина. Находясь на границе Астраханской и Саратовской губерний, село неоднократно перечислялось из одной в другую. В 1804 году село числилось в составе Царицынского уезда Саратовской губернии, в 1806 году было причислено к Черноярскому уезду Астраханской губернии. В 1816 году в селе Светлый Яр проживало 111 семей, 278 мужчин и 237 женщин.
В 1790 году в Светлом Яру был построен деревянный молитвенный дом (часовня) во имя Святителя и Чудотворца Николая, в 1804 году построена деревянная церковь в честь того же святителя. В 1831 году с переселением села церковь была перенесена на новое место и вновь освящена 14 января 1835 года.
Первоначально Светлый Яр располагался непосредственно на берегу Волги, однако со временем яр под селением на берегу Волги, подмытый водой, стал обваливаться, и в 1833 году жители села (всего 80 дворов) с разрешения властей переселились на новое место (почтовая станция при этом осталась на прежнем месте), при речке Лучка (с ней связано второе название села, отмечавшееся в документах до 1918 года). В 1834 году в Светлый Яр переселились 44 семьи из Бирюченского уезда Воронежской губернии. В 1893 году открылось двухклассное училище.
В 1906 году в селе действовали пароходные пристани — «Купеческая» и «Ахтубинская». В селе насчитывалось 684 двора, 2294 мужчин, 2218 женщин, сельскому обществу принадлежало 10 758 десятин удобной и 8593 десятин неудобной земли, действовали две министерских и одна церковно-приходская школы. Жители содержали 3750 голов крупного рогатого скота, 320 лошадей, 102 верблюда, 4720 овец, 240 свиней, 140 коз. В селе действовало 14 мельниц, овчинный завод, 4 мануфактурные и 11 бакалейных лавок. В том же году была открыта новая телеграфная линия.
С 1949 года Светлый Яр — административный центр Красноармейского района Сталинградской области (с 1960 года — Светлоярского района). Рабочий посёлок — с 1959 года.
В начале 1970-х годов в посёлке под статусом Всесоюзной ударной комсомольской стройки началось возведение крупнейшего, на тот момент, в мире завода белково-витаминных концентратов. Директором строительства был назначен Владимир Валерьянович Аксёнов (01.08.1919  город Покровск Саратовской губернии - 10.12.1998 город Волгоград), который впоследствии стал и первым директором завода. В 1971 году была пущена первая очередь, а к 1976 году вторая очередь завода. На производственном комплексе разместился филиал одного из главных институтов микробиологической промышленности СССР — ВНИИсинтезбелок. Таким образом Светлый Яр стал важным промышленным посёлком, параллельно строительству завода возводились многоэтажные жилые дома.
В 1990-е годы завод переживал кризисные времена, после чего закрылся. Впоследствии весь комплекс оказался уничтожен, на его месте разместились предприятия «Светлоярский НПЗ», «Светлоярское автотранспортное предприятие», ОАО «Биотех».

## Население
| 1816 | 1859 | 1878 | 1897 | 1900 | 1914 |
| ---- | ---- | ---- | ---- | ---- | ---- |
| 515  | 1808 | 2091 | 3049 | 3198 | 4512 |

| 1959    | 1970    | 1979    | 1989    | 2002    | 2009    | 2010    |
| ------- | ------- | ------- | ------- | ------- | ------- | ------- |
| 3806    | ↗5039   | ↗10 251 | ↗11 307 | ↗13 102 | ↘12 316 | ↗12 537 |
| 2012    | 2013    | 2014    | 2015    | 2016    | 2017    | 2018    |
| ↘12 470 | ↘12 331 | ↘12 140 | ↘11 957 | ↘11 869 | ↘11 749 | ↘11 677 |
| 2019    | 2020    | 2021    | 2024    |         |         |         |
| ↘11 583 | ↘11 541 | ↘11 322 | ↘10 790 |         |         |         |

## Инфраструктура

### Образование
В Светлом Яре функционируют:
- 4 дошкольных учреждений;[31]
- 2 общеобразовательных учреждения;[32][33]

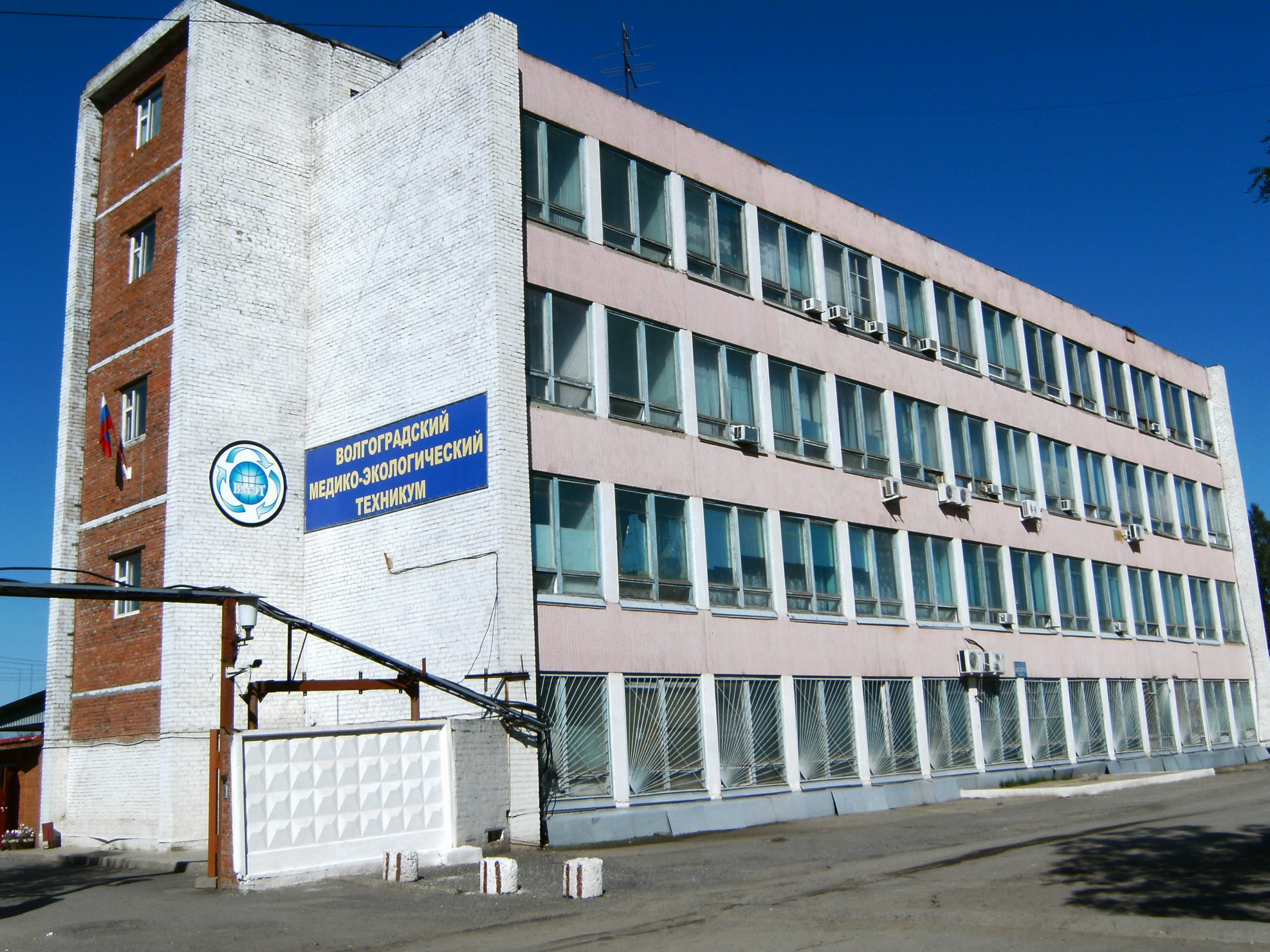
Волгоградский медико-экологический техникум

- ГАПОУ "Волгоградский медико-экологический техникум"[34]

### Транспорт

#### Автомобильный транспорт
- Федеральная автомобильная дорога Р22 «Каспий» (Москва — Кашира — Волгоград — Астрахань) (Коридор «Север-Юг»)

### Общественный транспорт

#### Список маршрутов автобусов
1. 115 Светлый Яр - Комплекс "Юбилейный", Волгоград
2. 116 Райгород - Светлый Яр - Комплекс "Юбилейный", Волгоград
3. 116Д Дачи Райгород - Светлый Яр - Комплекс Юбилейный, Волгоград
4. 571 Светлый Яр - Привольный

#### Список маршрутных такси
1. 1 По Светлому Яру

## Религия

### История
После основания Светлого Яра, в начале 1780 г. «старшины казённых малороссиян», поселённых в Светлом Яре, Райгороде, Чапурниках «стали просить о позволении построить им в Светлом Яре общую церковь во имя Николая Чудотворца, т.к. село Отрада Цацинского округа, куда они были приписаны, отстоит от них в 25-45 верстах». Но Астраханский епископ распорядился причислить их к Христово-Рождественской церкви села Алексеевки, расположенной против Отрады, «. . .где по разбору 1784 г. было назначено быть два штата. Определённый туда второй священник должен был числиться при Алексеевской церкви, а жить в Светлом Яру».
Храм был основан не сразу, а только в конце 18-19 в., но  изначально носил имя Николая Чудотворца. Из «Ведомости Астраханской Духовной Консистории о сельских церквах приходских и молитвенных домах в Астраханской губернии состоящих при которых положенной пропорции земли…» известно, что уже в 1805 г. в Светлом Яре действовала Николаевская двух-приходная церковь. (т.е. на два села), но отмечается что «…священники пашенной сенокосной, в отвод земли не имеют и ничего не получают».
Сохранились обрывочные сведения о положении приходской церкви в Светлом Яре. Так, в  Высочайше утверждённом положении 1892 г. упомянуто было о назначении беднейшим причтам казённого жалованья, для чего определялась из Государственного казначейства специальная сумма. От Астраханского епископа была представлена в священный Синод ведомость о бедных причтах с ходатайством о назначении окладов, в эту ведомость была включена и Светлоярская церковь. В результате Священный Синод назначил жалование в размере 200 рублей (или 57 руб.12 коп. серебром) ежегодно Светлоярскому духовенству.
В 1884 г.: священником в Светлом Яре был Павел Александрович Цветков. К концу 19 века – Михаил Георгиевич Аврорский и Константин Николаевич Богородицкий. В 1903 г.  Священником в Светлоярской церкви становится Андрей Монголов. В 1904 г. В Светлоярскую церковь вторым священником определён Григорий Баулин.Церковно – приходские школы появились после возведения церквей. Заведовали ими и являлись законоучителями священники местных церквей и дьяконы. Учились дети 7 – 8 лет. К 1872 г. Светлоярская волость уже имела вновь появившиеся училища в Светлом Яре и с. Дубовый Овраг. Во время визита Астраханского епископа в апреле 1906 г. в Черноярский уезд был торжественно награжден церковным облачением –«набедренником» священник села Светлый Яр – Александр Смирнов. В 1906 г. в Светлом Яре проживало 153 старообрядца. До наших дней сохранились некоторые предметы их церковной утвари. Это икона Паисия Величковского, середина XIX века и старообрядческий крест. До 1917 года в Светлом Яре действуют два храма. В 1918 году они были уничтожены.
Приход был образован в 1991 году. В 1992 году приходу был выделен земельный участок, под строительство храма. 7 лет продолжалась стройка с 1992 по 1999 годы. Строительство проводила  фирма «ЮКОС». Первая Литургия в новом храме состоялась в день памяти славных и всехвальных первоверховных апостолов Петра и Павла 12 июля 1999.

## Культура

### Музеи
- Муниципальное казенное учреждение культуры «Историко - краеведческий музей». Историко-краеведческий музей в поселке Светлый Яр ведет свою работу с 2001 года. 5 сентября 2009 года состоялось торжественное открытие первой очереди здания районного историко-краеведческого музея. Здание, в котором располагается музей, было построено в 1780 году и принадлежало купцу первой гильдии — Рудакову Петру Яковлевичу. Купеческая усадьба была одной из первых кирпичных зданий, построенных в селе. В фондах музея числится около 2 785 единиц хранения, в основном это фотографии и экспонаты военных лет, предметы домашнего обихода, объемная мебель, начиная с 1900 года по настоящее время, коллекция нумизматики, этнографический уголок[36].[37]

### Памятники
- Братские могилы советских воинов, погибших в период Сталинградской битвы.[38][39][40][41]
- Памятный знак в честь воинов-земляков, погибших в период Сталинградской битвы.[42]

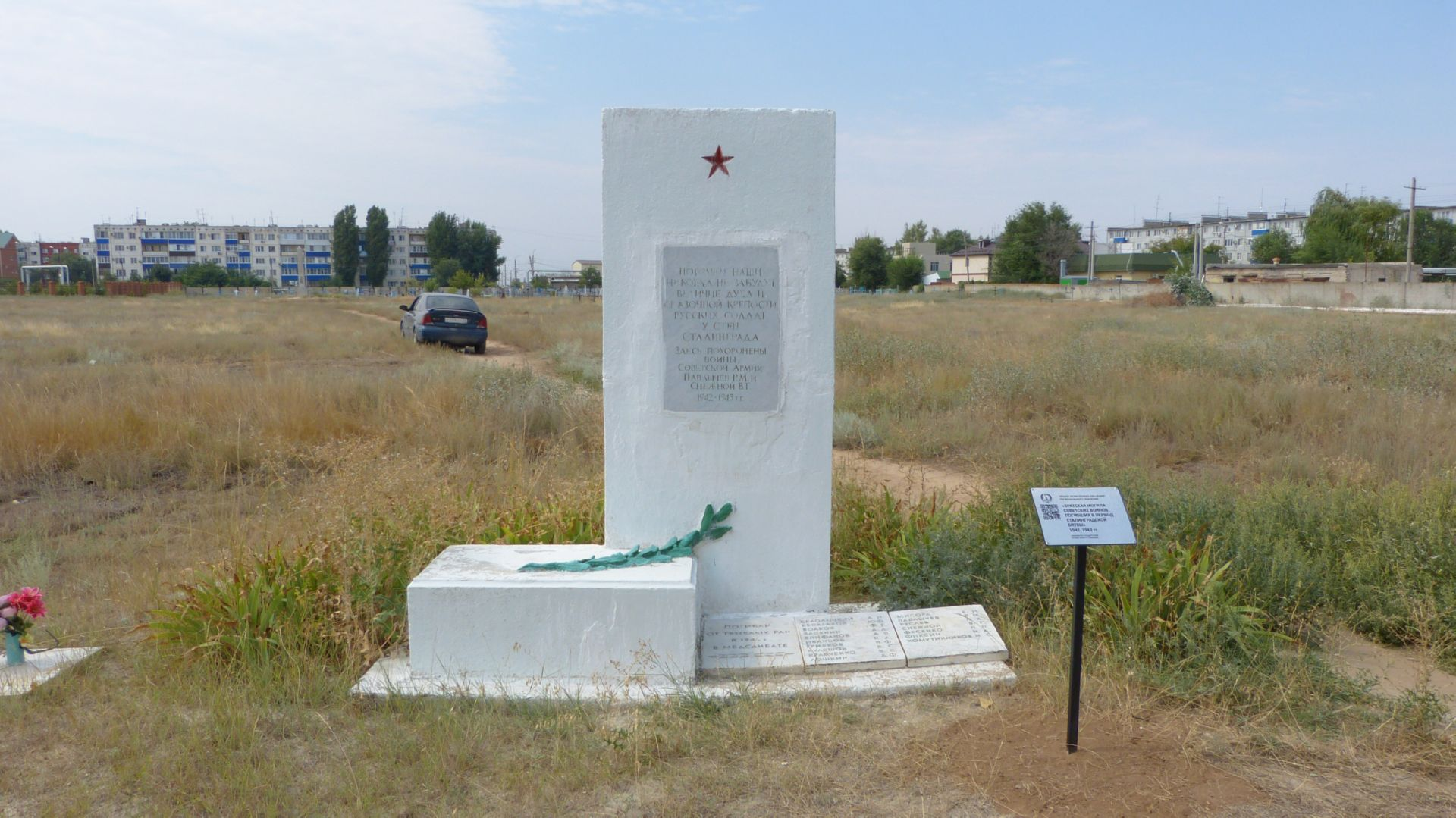
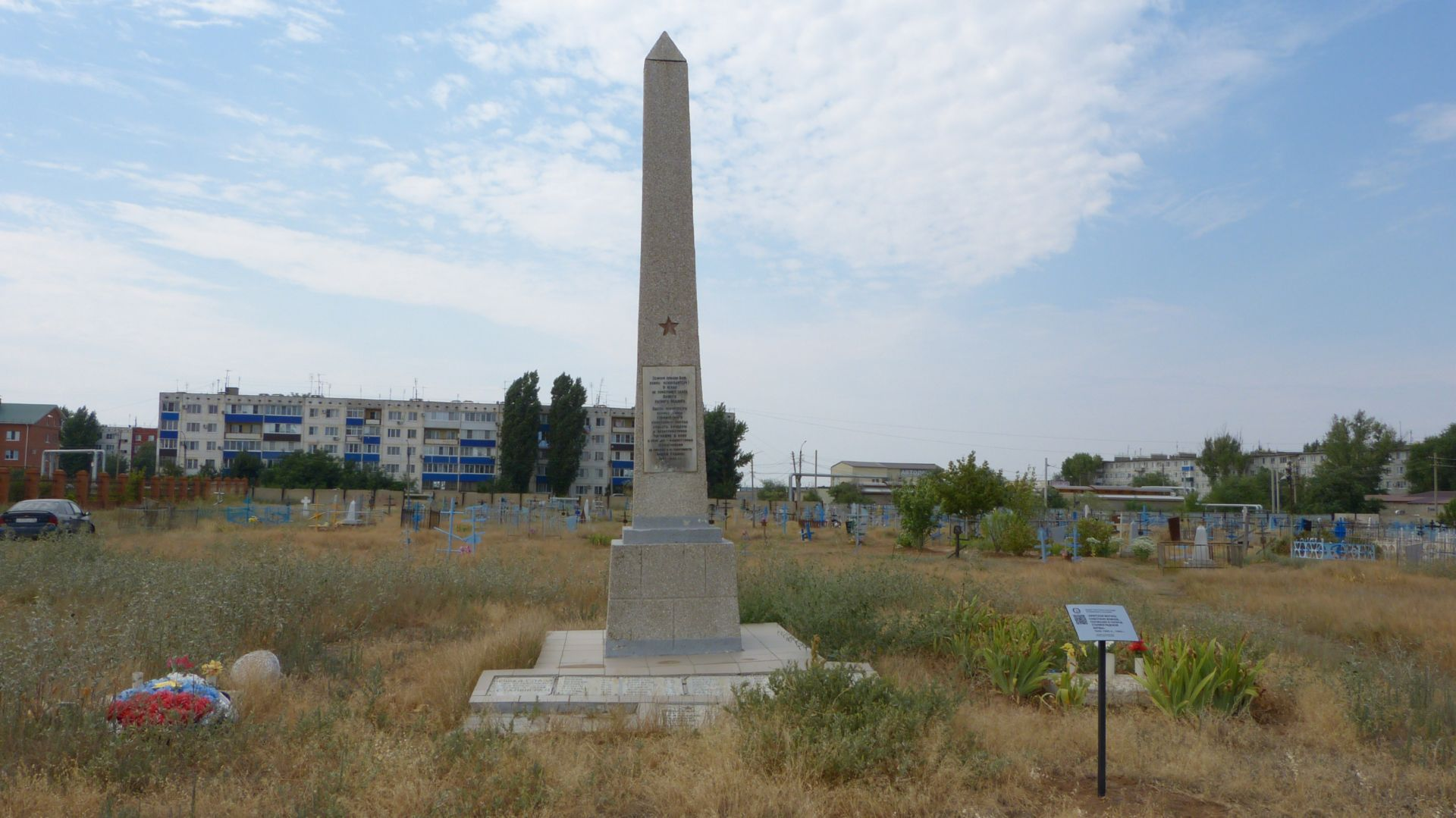
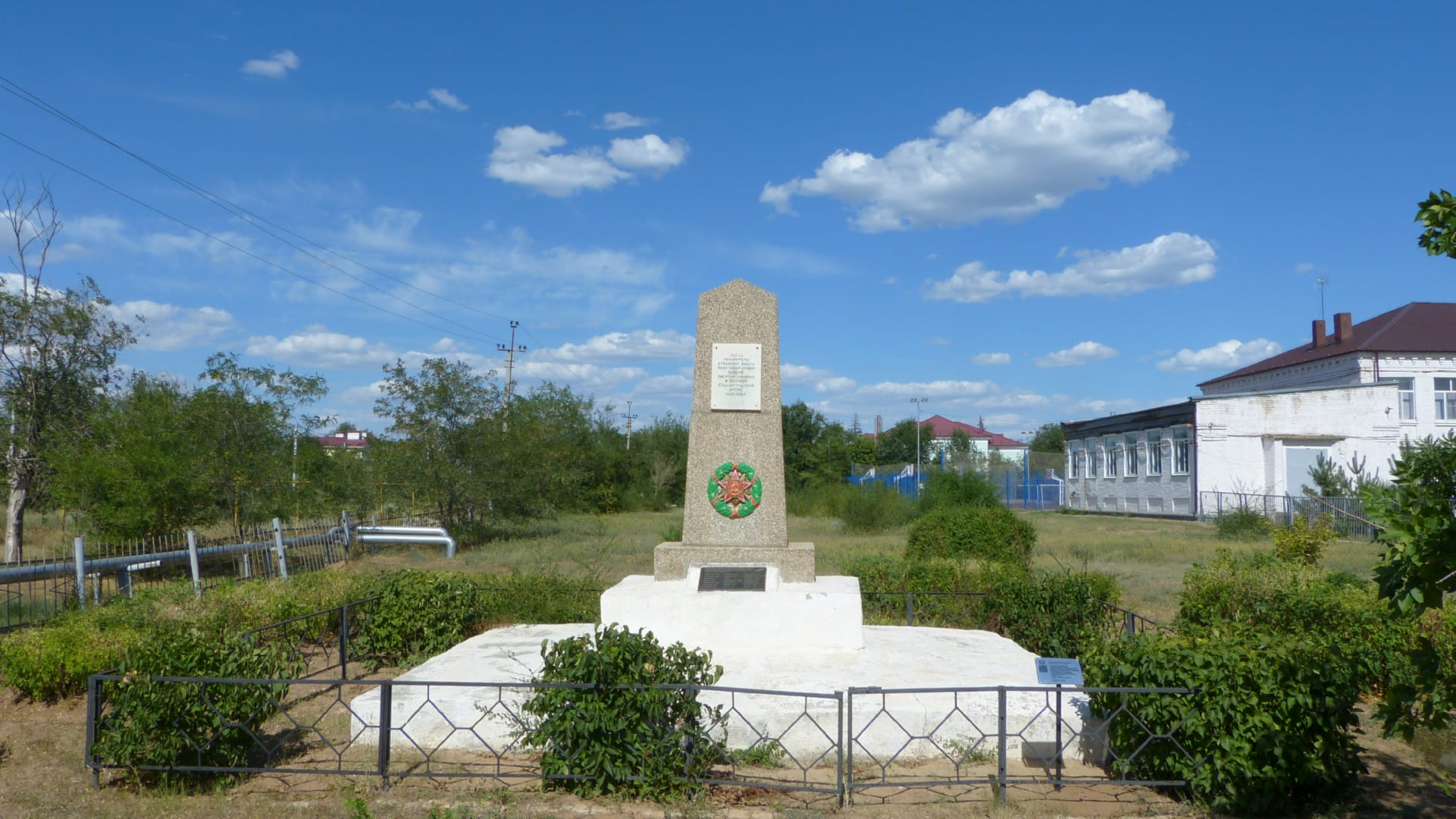
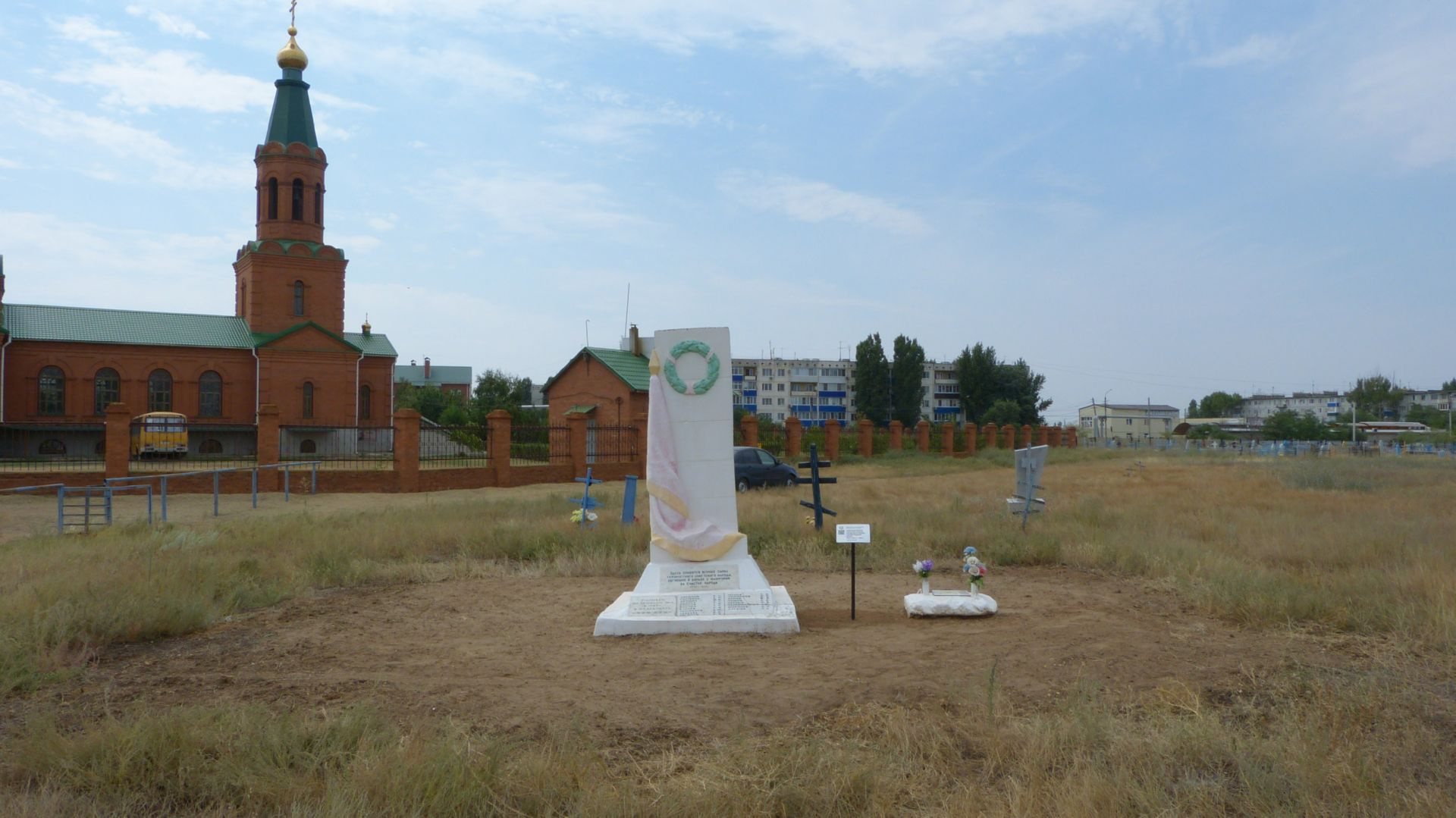
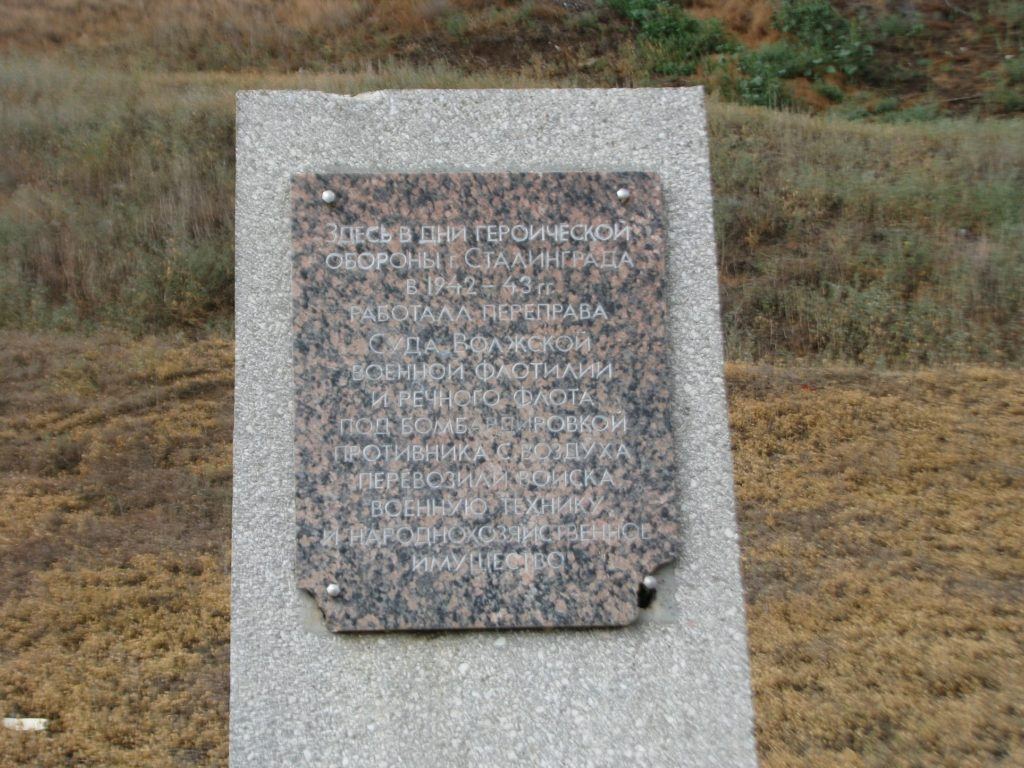
Памятный знак на месте переправы через р.Волгу[43]  - Памятный знак на месте переправы через р.Волгу

### Парково-рекреационные зоны

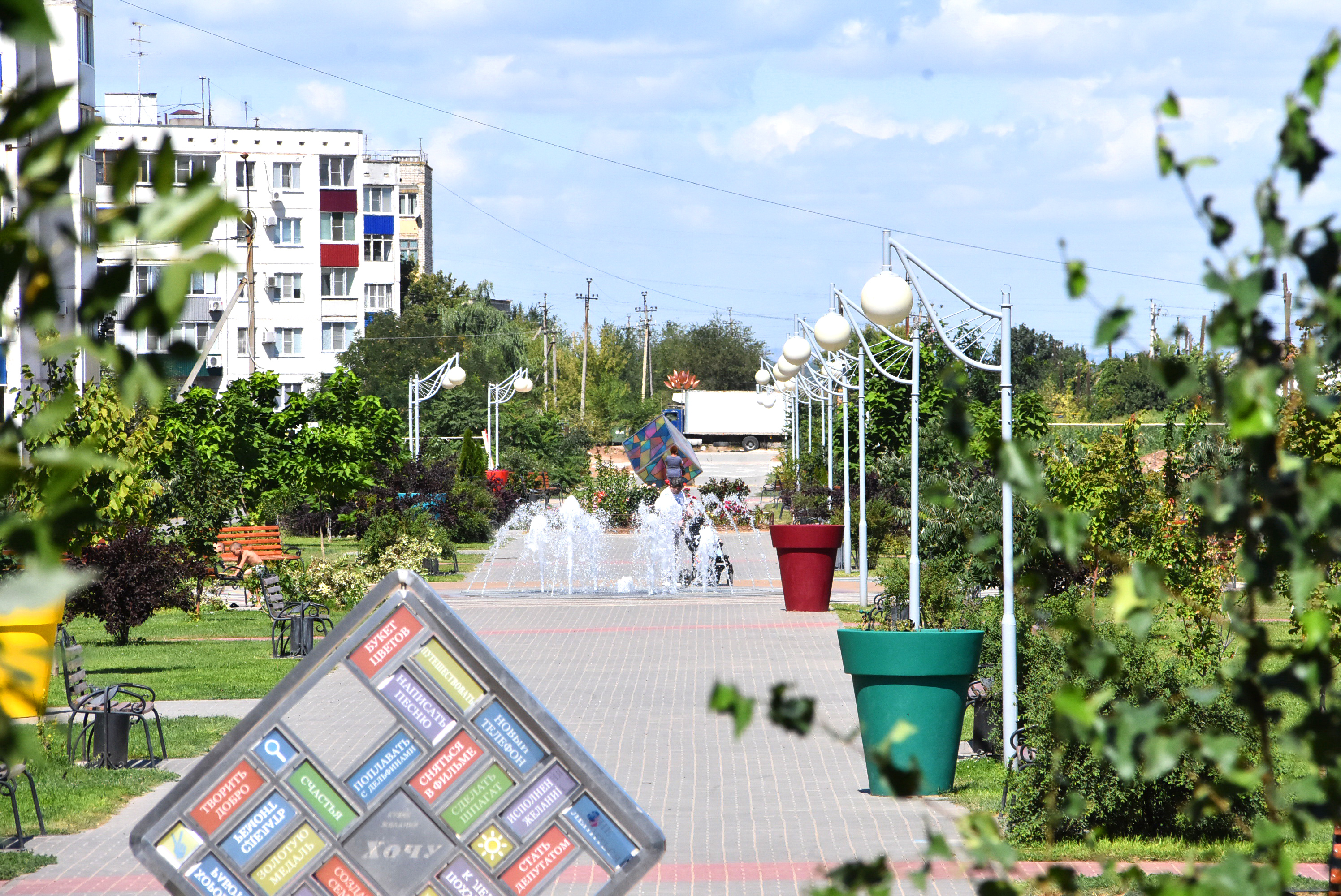
Парк "Калейдоскоп"
- Парк Молодежный[45]
- Набережная[46]  - Парк "Калейдоскоп"

### Кинотеатр
В поселке расположен Дворец культуры «Октябрь».